# Anastasia Ivanova
Anastasia Andreevna Ivanova (em russo: Анастасия Андреевна Иванова; Ufá, 21 de março de 1990) é uma esgrimista russa que conquistou a medalha de ouro por equipes nos Jogos Europeus de 2015, além de ter alcançado um título mundial e um título europeu.
Ivanova começou a praticar esgrima em 2002, aos doze anos, como aluna da sociedade esportiva Lokomotiv. Ela se formou no Departamento de Educação Física e Esportes da Universidade Estadual do Bascortostão.

## Palmarès
Campeonatos Mundiais
| Ano  | Local     | Evento              | Posição | Ref.  |
| ---- | --------- | ------------------- | ------- | ----- |
| 2019 | Budapeste | Florete por equipes | 1.ª     | [ 6 ] |
| 2017 | Lípsia    | Florete por equipes | 3.ª     | [ 7 ] |

Campeonatos Europeus
| Ano  | Local        | Evento              | Posição | Ref.  |
| ---- | ------------ | ------------------- | ------- | ----- |
| 2019 | Dusseldórfia | Florete por equipes | 1.ª     | [ 8 ] |
| 2018 | Novi Sad     | Florete por equipes | 2.ª     | [ 9 ] |

Jogos Europeus
| Ano  | Local | Evento              | Posição | Ref.   |
| ---- | ----- | ------------------- | ------- | ------ |
| 2015 | Bacu  | Florete por equipes | 1.ª     | [ 10 ] |